# (7838) Feliceierman
(7838) Feliceierman est un astéroïde de la ceinture principale.

## Description
(7838) Feliceierman est un astéroïde de la ceinture principale. Il fut découvert le 16 novembre 1993 à Farra d'Isonzo par l'observatoire astronomique de Farra d'Isonzo. Il présente une orbite caractérisée par un demi-grand axe de 3,15 UA, une excentricité de 0,06 et une inclinaison de 21,1° par rapport à l'écliptique.

## Compléments